# Dapanoptera torricelliana
Dapanoptera torricelliana är en tvåvingeart som först beskrevs av Alexander 1947.  Dapanoptera torricelliana ingår i släktet Dapanoptera och familjen småharkrankar. Inga underarter finns listade i Catalogue of Life.